# Don Carlisle
Don Cortez Carlisle (Indianapolis, 3 gennaio 1979) è un ex cestista e allenatore di pallacanestro statunitense.
È il fratello del cestista Geno Carlisle.

## Carriera
Ha disputato 16 partite con il Sallén Basket in Svenska basketligan, nel 2002.